# Edmund Horton
Edmund Carlton „Ed” Horton (ur. 25 marca 1895 w Saranac Lake, zm. 26 maja 1944 tamże) – amerykański bobsleista, srebrny medalista igrzysk olimpijskich.

## Kariera
Największy sukces osiągnął w 1932 roku, kiedy reprezentacja USA II w składzie: Henry Homburger, Percy Bryant, Paul Stevens i Edmund Horton zdobyła srebrny medal w czwórkach na igrzyskach olimpijskich w Lake Placid. Był to jego jedyny start olimpijski oraz jedyny medal wywalczony na międzynarodowej imprezie tej rangi. W tej samej konkurencji Horton zdobywał też mistrzostwo kraju w latach 1931 i 1932. W młodości uprawiał także łyżwiarstwo szybkie. Po zakończeniu pracował jako kwiaciarz w rodzinnym Saranac Lake.